# Liste de films tournés à Boulogne-Billancourt
De nombreux films et téléfilms ont été tournés dans la commune de Boulogne-Billancourt (département des Hauts-de-Seine, et département de la Seine avant 1968), principalement dans les studios studios de Billancourt et studios de Boulogne.
Les studios de Billancourt étaient appelés Studio-usine Eclipse avant 1926, puis studios de Billancourt, puis Paris-Studios-Cinéma en 1933. Ces studios ont été démolis en 1993.
Parmi les très nombreux films qui y ont été tournés, on peut citer : La Grande Illusion (Jean Renoir, 1937), Hôtel du Nord (Marcel Carné, 1938), Les Vacances de monsieur Hulot (Jacques Tati, 1953), Touchez pas au grisbi (Jacques Becker, 1954), Les Grandes Manœuvres (René Clair, 1955), Le Jour le plus long (Ken Annakin, 1962), Le Procès (Orson Welles, 1962), Charade (Stanley Donen, 1963), Le Cercle rouge (Jean-Pierre Melville, 1970), Le Dernier Métro (François Truffaut, 1980).
La liste qui suit (459 films au 15 décembre 2010) ne demande qu'à être complétée.

## avant 1930

### 1922
- 1922 : Vingt Ans après, film réalisé par Henri Diamant-Berger – Lieu : Studios de Boulogne, 2 rue de Silly[1].

### 1923
- 1923 : Le Retour à la vie, film réalisé par Jacques Dorval – Lieu : Studios de Boulogne, 2 rue de Silly[1]

### 1926
- 1926 : Michel Strogoff, film réalisé par Victor Tourjanski – Lieu : Paris Studios Cinéma à Billancourt[2]

### 1927
- 1927 : Napoléon, film réalisé par Abel Gance – Lieu : Paris Studios Cinéma à Billancourt[3],[1]
- 1927 : Le Joueur d'échecs de Raymond Bernard – Lieu : Paris Studios Cinéma à Billancourt[4]

### 1928
- 1928 : La passion de Jeanne d'Arc, film réalisé par Carl Theodor Dreyer - Lieu : Boulogne-Billancourt[3]

### 1929
- 1929 : Le Capitaine Fracasse, film réalisé par Alberto Cavalcanti et Henry Wulschleger – Lieu : Studios de Boulogne, 2 Rue de Silly[1]

## de 1930 à 1939

### 1930
- 1930 : Le Petit Chaperon rouge, film de Alberto Cavalcanti – Lieu :

### 1931
- 1931 : On purge bébé, film réalisé par Jean Renoir – Lieu : Studios de Boulogne, 2 Rue de Silly[1]

### 1932
- 1932 : Le Chien jaune, film réalisé par Jean Tarride – Lieu : Studios de Boulogne, 2 Rue de Silly[1],[3]
- 1932 : Fantômas, film réalisé par Paul Fejos – Lieu : Studios Braunberger-Richebé à Billancourt[3]
- 1932 : Seul, film réalisé par Jean Tarride – Lieu : Studios Braunberger-Richebé, Billancourt[3]

### 1934
- 1934 : Madame Bovary de Jean Renoir, film réalisé par Jean Renoir – Lieu : Paris Studios Cinéma à Billancourt[3]

### 1935
- 1935 : Golgotha, film réalisé par Julien Duvivier – Lieu : Paris Studios Cinéma à Billancourt[1],[3]
- 1935 : Le Roman d'un jeune homme pauvre, film réalisé par Abel Gance – Lieu : Studios de Boulogne, 2 rue de Silly[1]

### 1937
- 1937 : L'Alibi, film réalisé par Pierre Chenal – Lieu : Billancourt[3]
- 1937 : La Grande Illusion, film réalisé par Jean Renoir - Lieu : Studios de Boulogne, 2 Rue de Silly[3] ou bien (?) Paris Studios Cinéma à Billancourt[1],[5]
- 1937 : Gribouille, film réalisé par Marc Allégret – Lieu : Paris Studios Cinéma à Billancourt[3]
- 1937 : Les Perles de la couronne , film coréalisé par Sacha Guitry (sur un scénario original de ce dernier) et Christian-Jaque – Lieu : Paris Studios Cinéma à Billancourt[3]

### 1938
- 1938 : Les Bâtisseurs, film réalisé par Jean Epstein – Lieu : Mairie[1]
- 1938 : Hôtel du Nord, film réalisé par Marcel Carné – Lieu : Studios de Boulogne, 2 rue de Silly[1]
- 1938 : La Marseillaise, film réalisé par Jean Renoir - Lieu : Paris Studios Cinéma à Billancourt[1]

### 1939
- 1939 : La Mode rêvée, film réalisé par Marcel L'Herbier – Lieu : Paris Studios Cinéma à Billancourt[3]

## de 1940 à 1949

### 1941
- 1941 : Premier rendez-vous, film réalisé par Henri Decoin – Lieu : Paris Studios Cinéma à Billancourt[3]
- 1941 : Remorques, film réalisé par Jean Grémillon – Lieu : Studios de Boulogne, 2 rue de Silly[1]
- 1941 : Volpone, film réalisé par Maurice Tourneur – Lieu : Paris Studios Cinéma à Billancourt[3]

### 1942
- 1942 : Haut le vent réalisé par Jacques de Baroncelli – Lieu : Studios de Boulogne, 2 Rue de Silly[1]
- 1942 : Lettres d'amour réalisé par Claude Autant-Lara – Lieu : Studios de Boulogne, 2 Rue de Silly[1]

### 1943
- 1943 : La Bonne Étoile, film réalisé par Jean Boyer – Lieu : Studios de Boulogne, 2 Rue de Silly[1]
- 1943 : Le Chant de l'exilé, film réalisé par André Hugon – Lieu : Studios de Boulogne, 2 Rue de Silly[1]
- 1943 : L'Escalier sans fin, film réalisé par Georges Lacombe – Lieu : Studios de Boulogne, 2 Rue de Silly[1]
- 1943 : L'Inévitable Monsieur Dubois, film réalisé par Pierre Billon – Lieu : Studios de Boulogne, 2 Rue de Silly[1]
- 1943 : Voyage sans espoir, film réalisé par Christian-Jaque – Lieu : Studios de Boulogne, 2 Rue de Silly[1]

### 1944
- 1944 : L'Enfant de l'amour, film réalisé par Jean Stelli – Lieu : Studios de Boulogne, 2 Rue de Silly[1]
- 1944 : Premier de cordée, film réalisé par Louis Daquin – Lieu : Studios de Boulogne, 2 Rue de Silly[1]

### 1945
- 1945 : Dernier métro, film réalisé par Maurice de Canonge – Lieu : Studios de Boulogne, 2 Rue de Silly[1]
- 1945 : La Tentation de Barbizon, film réalisé par Jean Stelli – Lieu : Studios de Boulogne, 2 Rue de Silly[1]

### 1946
- 1946 : Le Bataillon du ciel, film réalisé par Alexandre Esway – Lieu : Studios de Boulogne, 2 Rue de Silly[1]
- 1946 : Le Diable au corps, film réalisé par Claude Autant-Lara – Lieu : Studios de Boulogne, 2 Rue de Silly[1]
- 1946 : Messieurs Ludovic, film réalisé par Jean-Paul Le Chanois – Lieu : Studios de Boulogne, 2 Rue de Silly[1]
- 1946 : Le Mystérieux Monsieur Sylvain, film réalisé par Jean Stelli – Lieu : Studios de Boulogne, 2 Rue de Silly[1]
- 1946 : Rêves d'amour, film réalisé par Christian Stengel – Lieu : Studios de Boulogne, 2 Rue de Silly[1]
- 1946 : Torrents, film réalisé par Serge de Poligny – Lieu : Studios de Boulogne, 2 Rue de Silly[1]
- 1946 : Vive la liberté, film réalisé par Jeff Musso – Lieu : Studios de Boulogne, 2 Rue de Silly[1]

### 1947
- 1947 : Les Amants du pont Saint-Jean, film réalisé par Henri Decoin – Lieu : Studios de Boulogne, 2 Rue de Silly[3]
- 1947 : L'Amour autour de la maison, film réalisé par Pierre de Hérain – Lieu : Studios de Boulogne, 2 Rue de Silly[1],[3]
- 1947 : L'Ange qu'on m'a donné, film réalisé par Jean Choux – Lieu : Studios de Boulogne, 2 Rue de Silly[1]
- 1947 : Bethsabée, film réalisé par Léonide Moguy – Lieu : Paris-Studios-Cinéma, 50 quai du Point-du-Jour[1]
- 1947 : Bichon, film réalisé par René Jayet – Lieu : Studios de Boulogne, 2 Rue de Silly[1]
- 1947 : Le Café du Cadran, film réalisé par Jean Géhret – Lieu : Studios de Boulogne, 2 Rue de Silly[1]
- 1947 : Cargaison clandestine, film réalisé par Alfred Rode – Lieu : Studios de Boulogne, 2 Rue de Silly[1]
- 1947 : Le Cavalier de Croix-Mort, film réalisé par Lucien Ganier-Raymond – Lieu : Studios de Boulogne, 2 Rue de Silly[1]
- 1947 : Coïncidences, film réalisé par Serge Debecque – Lieu : Studios de Boulogne, 2 Rue de Silly[1]
- 1947 : L'Ange qu'on m'a donné, film réalisé par Jean Choux – Lieu : Studios de Boulogne, 2 Rue de Silly[1]

### 1948
- 1948 : L'Armoire volante, film réalisé par Carlo Rim – Lieu : Studios de Boulogne, 2 Rue de Silly[1]
- 1948 : Le Barbier de Séville, film réalisé par Jean Loubignac – Lieu : Studios de Boulogne, 2 Rue de Silly[6]
- 1948 : La Figure de proue, film réalisé par Christian Stengel – Lieu : Studios de Boulogne, 2 Rue de Silly[1]
- 1948 : D'homme à hommes, film réalisé par Christian-Jaque – Lieu : Studios de Boulogne, 2 Rue de Silly[1],[7]
- 1948 : Le Maître de forges, film réalisé par Fernand Rivers – Lieu : Studios de Boulogne, 2 Rue de Silly[1]
- 1948 : Le Mystère de la chambre jaune, film réalisé par Henri Aisner – Lieu : Studios de Boulogne, 2 Rue de Silly[1]
- 1948 : Scandale aux Champs-Elysées, film réalisé par Roger Blanc – Lieu : Studios de Boulogne, 2 Rue de Silly[1]
- 1948 : Toute la famille était là, film réalisé par Jean de Marguenat – Lieu : Studios de Boulogne, 2 Rue de Silly[1]

### 1949
- 1949 : Ainsi finit la nuit, film réalisé par Emil-Edwin Reinert – Lieu : Studios de Boulogne, 2 Rue de Silly[1]
- 1949 : Les Amants de Vérone, film réalisé par André Cayatte – Lieu : Studios de Boulogne, 2 Rue de Silly[1]
- 1949 : Au royaume des cieux, film réalisé par Julien Duvivier – Lieu : Paris Studios Cinéma à Billancourt[1],[3]
- 1949 : Le Cœur sur la main, film réalisé par André Berthomieu – Lieu : Studios de Boulogne, 2 Rue de Silly[1]
- 1949 : Dernier amour, film réalisé par Jean Stelli – Lieu : Studios de Boulogne, 2 Rue de Silly[1]
- 1949 : Docteur Laennec, film réalisé par Maurice Cloche – Lieu : Studios de Boulogne, 2 Rue de Silly[3]
- 1949 : Entre onze heures et minuit, film réalisé par Henri Decoin – Lieu : Paris Studios Cinéma à Billancourt[3]
- 1949 : Occupe-toi d'Amélie, film réalisé par Claude Autant-Lara – Lieu : Studios de Boulogne, Avenue Jean-Baptiste-Clément[1],[3]
- 1949 : On n'aime qu'une fois, film réalisé par Jean Stelli – Lieu : Studios de Boulogne, 2 Rue de Silly[1]
- 1949 : On ne triche pas avec la vie, film réalisé par René Delacroix – Lieu : Paris Studios Cinéma à Billancourt[3]
- 1949 : Le Parfum de la dame en noir, film réalisé par Louis Daquin – Lieu : Studios de Boulogne, 2 Rue de Silly[1]
- 1951 : Le Plus Joli Péché du monde, film réalisé par Gilles Grangier – Lieu : Studios de Boulogne, 2 Rue de Silly[1]
- 1949 : Le Silence de la mer, film réalisé par Jean-Pierre Melville – Lieu : Paris Studios Cinéma à Billancourt[3]
- 1949 : Singoalla, film réalisé par Christian-Jaque – Lieu : Paris Studios Cinéma à Billancourt[3]
- 1949 : Un homme marche dans la ville, film réalisé par Marcello Pagliero – Lieu : Studios de Boulogne, 2 Rue de Silly[1]
- 1949 : La Valse de Paris, film réalisé par Marcel Achard – Lieu : Studios de Boulogne, 2 Rue de Silly[1]

## de 1950 à 1959

### 1950
- 1950 : Les Anciens de Saint-Loup, film réalisé par Georges Lampin – Lieu : Studios de Boulogne, 2 Rue de Silly[1]
- 1950 : Ballerina, film réalisé par Ludwig Berger – Lieu : Studios de Boulogne, 2 Rue de Silly[1]
- 1950 : Le Château de verre, film réalisé par René Clément – Lieu : Studios de Boulogne, 2 Rue de Silly[1]
- 1950 : Dieu a besoin des hommes, film réalisé par Jean Delannoy – Lieu : Studios de Boulogne, 2 Rue de Silly[1],[3]
- 1950 : Juliette ou la Clé des songes, film réalisé par Marcel Carné – Lieu : Studios de Boulogne, 2 Rue de Silly[1]
- 1950 : Lady Paname, film réalisé par Henri Jeanson – Lieu : Studios de Boulogne, 2 Rue de Silly[1]
- 1950 : Olivia, film réalisé par Jacqueline Audry – Lieu : Studios de Boulogne, 2 Rue de Silly[1]
- 1950 : Souvenirs perdus , film réalisé par Christian-Jaque – Lieu : Studios de Boulogne, 2 Rue de Silly[1],[3]
- 1950 : Trois Télégrammes, film réalisé par Henri Decoin – Lieu : Studios de Boulogne, 2 Rue de Silly[3]

### 1951
- 1951 : Andalousie, film réalisé par Robert Vernay – Lieu : Studios de Boulogne, 2 Rue de Silly[1],[3]
- 1951 : Atoll K, film franco-italien réalisé par Léo Joannon avec dans les rôles principaux le duo comique Laurel et Hardy dont c'est le dernier film tourné en commun – Lieu : Studios de Boulogne, 2 Rue de Silly[3]
- 1951 : L'Auberge rouge, film réalisé par Claude Autant-Lara – Lieu : Studios de Boulogne, 2 Rue de Silly[1]
- 1951 : Avalanche, film réalisé par Raymond Segard – Lieu : Studios de Boulogne, 2 Rue de Silly[1]
- 1951 : Le Cap de l'espérance, film réalisé par Raymond Bernard – Lieu : Studios de Boulogne, 2 Rue de Silly[3]
- 1951 : Caroline chérie film réalisé par Richard Pottier – Lieu : Studios de Boulogne, 2 Rue de Silly[3]
- 1951 : Les Deux Gamines, film réalisé par Maurice de Canonge – Lieu : Studios de Boulogne, 2 Rue de Silly[3]
- 1951 : Édouard et Caroline, film réalisé par Jacques Becker – Lieu : Studios de Boulogne, 2 Rue de Silly[3]
- 1951 : Identité judiciaire, film réalisé par Hervé Bromberger – Lieu : Studios de Boulogne, 2 Rue de Silly[1],[3],[8]
- 1951 : Ils étaient cinq, film réalisé par Jack Pinoteau – Lieu : Studios de Boulogne, Avenue Jean-Baptiste Clément[1],[3]
- 1951 : Knock, film réalisé par Guy Lefranc – Lieu : Studios de Boulogne, 2 Rue de Silly[3]
- 1951 : Le Plus Joli Péché du monde, film réalisé par Gilles Grangier – Lieu : Studios de Boulogne, 2 Rue de Silly[1]
- 1951 : Sous le ciel de Paris, film réalisé par Julien Duvivier – Lieu : Paris Studios Cinéma à Billancourt[1],[3]
- 1951 : Un amour de parapluie, film réalisé par Jean Laviron – Lieu : Studios de Boulogne, 2 Rue de Silly[3]
- 1951 : Une histoire d'amour, film réalisé par Guy Lefranc  – Lieu : Studios de Boulogne, 2 Rue de Silly[3]
- 1951 : La Taverne de New Orléans, film réalisé par William Marshall  – Lieu : Paris-Studios-Cinéma, quai du Point du Jour[3]
- 1951 : Un grand patron, film réalisé par Yves Ciampi – Lieu : Studios de Boulogne, 2 Rue de Silly[1]
- 1951 : Une histoire d'amour, film réalisé par Guy Lefranc – Lieu : Studios de Boulogne, 2 Rue de Silly[1]

### 1952
- 1952 : L'Amour, Madame, film réalisé par Gilles Grangier – Lieu : Studios de Boulogne, 2 Rue de Silly[1]
- 1952 : Au cœur de la Casbah, film réalisé par Pierre Cardinal – Lieu : Studios de Boulogne, 2 Rue de Silly[1],[3]
- 1952 : Les Belles de nuit, film réalisé par René Clair – Lieu : Studios de Boulogne, 2 Rue de Silly[1],[3]
- 1952 : Casque d'Or, film réalisé par Jacques Becker – Lieu : Paris Studios Cinéma à Billancourt[3]
- 1952 : Elle et moi, film réalisé par Guy Lefranc – Lieu : Studios de Boulogne, 2 Rue de Silly[1]
- 1952 : Fanfan la Tulipe, film réalisé par Christian-Jaque – Lieu : Paris Studios Cinéma à Billancourt[3]
- 1952 : Douze Heures de bonheur, film réalisé par Gilles Grangier – Lieu : Studios de Boulogne, 2 Rue de Silly[1]
- 1952 : Monsieur Leguignon lampiste, film réalisé par Maurice Labro – Lieu : Studios de Boulogne, 2 Rue de Silly[1]
- 1952 : La neige était sale, film réalisé par Luis Saslavsky – Lieu : Studios de Boulogne, 2 Rue de Silly[1]
- 1952 : Nous sommes tous des assassins, film franco-italien réalisé par André Cayatte – Lieu : Studios de Boulogne, Avenue Jean-Baptiste Clément[3] ou (?) Studios, 2 rue de Silly[1]
- 1952 : Le Plaisir, film réalisé par Max Ophüls – Lieu : Studios de Boulogne, 2 Rue de Silly[1],[3]

### 1953
- 1953 : L'Amour d'une femme, film réalisé par Jean Grémillon – Lieu : Studios de Boulogne, 2 Rue de Silly[1],[3]
- 1953 : La Belle de Cadix, film réalisé par Raymond Bernard – Lieu : Studios de Boulogne, 2 Rue de Silly[3]
- 1953 : La Dame aux camélias, film réalisé par Raymond Bernard et Henri Pouctal – Lieu : Studios de Boulogne, 2 Rue de Silly[3]
- 1953 : Les Amants de Tolède, film réalisé par Henri Decoin et Fernando Palacios – Lieu : Studios de Boulogne, 2 Rue de Silly[9]
- 1953 : Faites-moi confiance, film réalisé par Gilles Grangier – Lieu : Studios de Boulogne, 2 Rue de Silly[1]
- 1953 : Jeunes Mariés, film réalisé par Gilles Grangier – Lieu : Studios de Boulogne, 2 Rue de Silly[1]
- 1953 : Julietta, film réalisé par Marc Allégret – Lieu : Studios de Boulogne, 2 rue de Silly[1]
- 1953 : Leur dernière nuit, film réalisé par Georges Lacombe – Lieu : Studios de Boulogne, 2 Rue de Silly[1]
- 1953 : La Loterie du bonheur, film réalisé par Jean Gehret – Lieu : Studios de Boulogne, 2 Rue de Silly[1]
- 1953 : Madame de..., film réalisé par Max Ophüls – Lieu : Studios de Boulogne, 2 Rue de Silly[1],[3]
- 1953 : Les Orgueilleux, film réalisé par Yves Allégret – Lieu : Studios de Boulogne, 2 Rue de Silly[1]
- 1953 : Un caprice de Caroline chérie, film réalisé par Jean Devaivre – Lieu : Studios de Boulogne, 2 Rue de Silly[1]
- 1953 : Les Vacances de monsieur Hulot, film réalisé par Jacques Tati – Lieu : Studios de Boulogne, 2 Rue de Silly[3]
- 1953 : Virgile, film réalisé par Carlo Rim – Lieu : Studios de Boulogne, 2 Rue de Silly[3]

### 1954
- 1954 : L'Affaire Maurizius,, film réalisé par Julien Duvivier – Lieu : Studios de Boulogne, 2 rue de Silly[1]
- 1954 : L'Air de Paris, film réalisé par Marcel Carné – Lieu : Paris Studios Cinéma à Billancourt[3]
- 1954 : Ali Baba et les Quarante Voleurs, film réalisé par Jacques Becker – Lieu : Paris Studios Cinéma à Billancourt[10]
- 1954 : Les Amoureux de Marianne, film réalisé par Jean Stelli – Lieu : Studios de Boulogne, 2 rue de Silly[1]
- 1954 : Avant le déluge, film réalisé par André Cayatte – Lieu : Paris Studios Cinéma à Billancourt[3]
- 1954 : Le Blé en herbe, film réalisé par Claude Autant-Lara – Lieu : Studios de Boulogne, 2 rue de Silly[1]
- 1954 : Bonnes à tuer, film réalisé par Henri Decoin – Lieu : Studios de Boulogne, 2 rue de Silly[1]
- 1954 : C'est... la vie parisienne, film réalisé par Alfred Rode – Lieu : Studios de Boulogne, 2 rue de Silly[1]
- 1954 : Escalier de service, film réalisé par Carlo Rim – Lieu : Studios de Boulogne, 2 rue de Silly[1]
- 1954 : Le Grand Jeu, film réalisé par Robert Siodmak – Lieu : Studios de Boulogne, 2 rue de Silly[1]
- 1954 : Le Mouton à cinq pattes, film réalisé par Henri Verneuil – Lieu : Studios de Boulogne, 2 rue de Silly[1]
- 1954 : Obsession, film réalisé par Jean Delannoy – Lieu : Studios de Boulogne, 2 rue de Silly[1]
- 1954 : Papa, maman, la bonne et moi..., film réalisé par Jean-Paul Le Chanois – Lieu : Billancourt[3]
- 1954 : Poisson d'avril, film réalisé par Gilles Grangier – Lieu : Studios de Boulogne, 2 rue de Silly[1]
- 1954 : Touchez pas au grisbi, film réalisé par Jacques Becker – Lieu : Studios de Boulogne, 2 rue de Silly[1]

### 1955
- 1955 : L'Affaire des poisons, film réalisé par Henri Decoin – Lieu : Studios de Boulogne, 2 Rue de Silly[11]
- 1955 : Chiens perdus sans collier, film réalisé par Jean Delannoy – Lieu : Studios de Boulogne, 2 Rue de Silly[1],[3]
- 1955 : Les chiffonniers d'Emmaüs, film réalisé par Robert Darene – Lieu : Studios de Boulogne, 2 Rue de Silly[1],[3]
- 1955 : Le Comte de Monte-Christo, film réalisé par Robert Vernay – Lieu : Studios de Boulogne, 2 Rue de Silly[1],[3]
- 1955 : Le deux font la paire, film réalisé par André Berthomieu – Lieu : Studios de Boulogne, 2 Rue de Silly[1]
- 1955 : Les Évadés, film réalisé par Jean-Paul Le Chanois – Lieu : Studios de Boulogne, 2 Rue de Silly[1]
- 1955 : Le Fil à la patte, film réalisé par Guy Lefranc – Lieu : Studios de Boulogne, 2 Rue de Silly[3]
- 1955 : Les Fruits de l'été, film réalisé par Raymond Bernard – Lieu : Studios de Boulogne, 2 Rue de Silly[1]
- 1955 : Les Grandes Manœuvres, film réalisé par René Clair – Lieu : Studios de Boulogne, 2 Rue de Silly[1],[3]
- 1955 : Les Hussards, film réalisé par Alex Joffé – Lieu : Studios de Boulogne, 2 Rue de Silly[1]
- 1955 : Les Mauvaises rencontres, film réalisé par Alexandre Astruc – Lieu : Studios de Boulogne, 2 Rue de Silly[1]
- 1955 : La Môme Pigalle, film réalisé par Alfred Rode – Lieu : Studios de Boulogne, 2 Rue de Silly[1]
- 1955 : Milord l'Arsouille , film réalisé par André Haguet – Lieu : Studios de Boulogne, 2 Rue de Silly[3]
- 1955 : Nana, film réalisé par Christian-Jaque – Lieu : Studios de Boulogne, 2 Rue de Silly[1]
- 1955 : Port du désir, film réalisé par Edmond T. Gréville – Lieu : Paris Studios Cinéma à Billancourt[3] ou (?) Studios de Boulogne, 2 rue de Silly[1]
- 1955 : Le Printemps, l'automne et l'amour, film réalisé par Gilles Grangier – Lieu : Studios de Boulogne, 2 Rue de Silly[1]
- 1955 : Quatre jours à Paris, film réalisé par André Berthomieu – Lieu : Studios de Boulogne, 2 Rue de Silly[1]

### 1956
- 1956 : Alerte aux Canaries, film réalisé par André Roy – Lieu : Studios de Boulogne, 2 Rue de Silly[1]
- 1956 : Les Aventures de Gil Blas de Santillane, film réalisé par René Jolivet – Lieu : Studios de Boulogne, 2 Rue de Silly[12]
- 1956 : Le Chanteur de Mexico, film réalisé par Richard Pottier – Lieu : Studios de Boulogne, 2 Rue de Silly[1]
- 1956 : Don Juan, film réalisé par John Berry – Lieu : Studios de Boulogne, 2 Rue de Silly[13]
- 1956 : Des gens sans importance, film réalisé par Henri Verneuil – Lieu : Paris Studios Cinéma à Billancourt[1],[3]
- 1956 : Les Duraton, film réalisé par André Berthomieu – Lieu : Studios de Boulogne, 2 Rue de Silly[1],[3]
- 1956 : Elena et les Hommes, film réalisé par Jean Renoir – Lieu : Studios de Boulogne, 2 Rue de Silly[1]
- 1956 : Goubbiah, mon amour, film réalisé par Robert Darène – Lieu : Studios de Boulogne, 2 Rue de Silly[1]
- 1956 : La Joyeuse prison, film réalisé par André Berthomieu – Lieu : Studios de Boulogne, 2 Rue de Silly[1]
- 1956 : Le Long des trottoirs, film réalisé par Léonide Moguy – Lieu : Studios de Boulogne, 2 Rue de Silly[1]
- 1956 : Marie-Antoinette reine de France, film réalisé par Jean Delannoy – Lieu : Studios de Boulogne, 2 Rue de Silly[1],[3]
- 1956 : La Mariée est trop belle, film réalisé par Pierre Gaspard-Huit - Lieu : Studios de Boulogne, 2 Rue de Silly[1],[3]
- 1956 : Notre-Dame de Paris, film franco-italien de Jean Delannoy – Lieux : Paris Studios Cinéma à Billancourt, Studios de Boulogne, 2 Rue de Silly[1],[3]
- 1956 : Paris, Palace Hôtel, film réalisé par Henri Verneuil – Lieu : Studios de Boulogne, 2 Rue de Silly[1]
- 1956 : Rencontre à Paris, film réalisé par Georges Lampin – Lieu : Studios de Boulogne, 2 Rue de Silly[1]
- 1956 : La Sorcière, film réalisé par André Michel – Lieu : Paris Studios Cinéma à Billancourt[3]
- 1956 : Les Truands, film réalisé par Carlo Rim – Lieu : Studios de Boulogne, 2 Rue de Silly[1]
- 1956 : Voici le temps des assassins, film réalisé par  Julien Duvivier – Lieu : Paris Studios Cinéma à Billancourt[3]

### 1957
- 1957 : Ariane (Love in the Afternoon), film réalisé par  Billy Wilder – Lieu : Studios de Boulogne, 2 Rue de Silly[1],[3]
- 1957 : Méfiez-vous fillettes, film réalisé par Yves Allégret – Lieu : Studios de Boulogne, 2 Rue de Silly[1],[3]
- 1957 : L'Irrésistible Catherine, film réalisé par André Pergament – Lieu : Studios de Boulogne, 2 Rue de Silly[3]
- 1957 : La Polka des menottes, film réalisé par Raoul André – Lieu : Studios de Boulogne, 2 Rue de Silly[1],[3]
- 1957 : Porte des Lilas[3], film réalisé par  René Clair – Lieu : Studios de Boulogne, 2 Rue de Silly[1],[3]
- 1957 : Pot-Bouille, film réalisé par Julien Duvivier – Lieu : Paris Studios Cinéma à Billancourt[3]
- 1957 : Sénéchal le magnifique, film réalisé par Jean Boyer – Lieu : Paris Studios Cinéma à Billancourt[1],[3]
- 1957 : Une Parisienne, film réalisé par Michel Boisrond – Lieu : Paris Studios Cinéma à Billancourt
- 1957 : La Tour, prends garde !, film réalisé par Georges Lampin – Lieu : Paris Studios Cinéma à Billancourt[14]
- 1957 : Les Violents, film réalisé par Henri Calef – Lieu : Studios de Boulogne, 2 Rue de Silly[3]

### 1958
- 1958 : Christine, film réalisé par Pierre Gaspard-Huit – Lieu : Studios de Boulogne, 2 Rue de Silly[1],[3]
- 1958 : Le Désert de Pigalle, film réalisé par Léo Joannon – Lieu : Studios de Boulogne, 2 Rue de Silly[1]
- 1958 : Le Désordre et la Nuit, film réalisé par Gilles Grangier – Lieu : Studios de Boulogne, 2 Rue de Silly[1]
- 1958 : Les Femmes sont marrantes, film réalisé par André Hunebelle – Lieu : Studios de Boulogne, 2 Rue de Silly[1]
- 1958 : Le Joueur, film réalisé par Claude Autant-Lara – Lieu : Studios de Boulogne, 2 Rue de Silly[1],[3]
- 1958 : Le Miroir à deux faces, film réalisé par André Cayatte – Lieu : Studios de Boulogne, 2 Rue de Silly[1]
- 1958 : La Vie à deux de Clément Duhour - Lieu : Studios de Boulogne, 2 Rue de Silly[1]
- 1958 : Montparnasse 19, film réalisé par Jacques Becker – Lieu : Studios de Boulogne, 2 Rue de Silly[3]
- 1958 : Paris Holiday, film réalisé par Gerd Oswald – Lieu : Studios de Boulogne, 2 Rue de Silly[1]
- 1958 : Premier mai, film réalisé par Luis Saslavsky – Lieu : Studios de Boulogne, 2 Rue de Silly[1]
- 1958 : Les Racines du ciel, film américain de John Huston – Lieu : Studios de Boulogne, 2 Rue de Silly[1],[3]
- 1958 : Le Septième Ciel, film réalisé par Raymond Bernard – Lieu : Studios de Boulogne, 2 Rue de Silly[3]
- 1958 : Thérèse Étienne, film franco-italien réalisé par Denys de La Patellière – Lieu : Studios de Boulogne, 2 Rue de Silly[1],[3]
- 1958 : Un drôle de dimanche, film réalisé par Marc Allégret – Lieu : Studios de Boulogne, 2 Rue de Silly[1]
- 1958 : Les Violents, film réalisé par Henri Calef – Lieu : Studios de Boulogne, 2 Rue de Silly[1]

### 1959
- 1959 : Les Amants de demain, film réalisé par Marcel Blistène – Lieu : Studios de Boulogne, 2 Rue de Silly[3]
- 1959 : L'Ambitieuse, film réalisé par Yves Allégret – Lieu : Studios de Boulogne, 2 Rue de Silly[1]
- 1959 : La Bête à l'affût, film réalisé par Pierre Chenal – Lieu : Studios de Boulogne, 2 Rue de Silly[1]
- 1959 : 125, rue Montmartre, film réalisé par Gilles Grangier – Lieu : Studios de Boulogne, 2 Rue de Silly[1]
- 1959 : Le Chemin des écoliers, film réalisé par Michel Boisrond – Lieu : Studios de Boulogne, 2 Rue de Silly[1]
- 1959 : Chérie recommençons, film réalisé par Stanley Donen – Lieu : Studios de Boulogne, 2 Rue de Silly[1]
- 1959 : Les Cousins, film réalisé par Claude Chabrol – Lieu : Studios de Boulogne, 2 Rue de Silly[1]
- 1959 : Des femmes disparaissent, film réalisé par Édouard Molinaro – Lieu : Studios de Boulogne, 2 Rue de Silly[1]
- 1959 : Du rififi chez les femmes, film franco-italien réalisé par Alex Joffé – Lieu : Studios de Boulogne, 2 Rue de Silly[1],[3]
- 1959 : La Femme et le Pantin, film réalisé par  Julien Duvivier – Lieu : Studios de Boulogne, 2 Rue de Silly[1],[3]
- 1959 : Le Grand Chef, film réalisé par Henri Verneuil – Lieu : Studios de Boulogne, 2 Rue de Silly[1]
- 1959 : Le Mariage de Figaro, film réalisé par Jean Meyer – Lieu : Studios de Boulogne, 2 Rue de Silly[6]
- 1959 : Katia, film réalisé par Robert Siodmak – Lieu : Studios de Boulogne, 2 Rue de Silly[15]
- 1959 : La loi, film réalisé par  Jules Dassin – Lieu : Paris Studios Cinéma à Billancourt[3]
- 1959 : Marie-Octobre, film réalisé par Julien Duvivier – Lieu : Studios de Boulogne, 2 Rue de Silly[1]
- 1959 : Sans tambour ni trompette, film réalisé par Helmut Kautner – Lieu : Paris Studios Cinéma, quai du Point du Jour[1]
- 1959 : La Sentence, film réalisé par Jean Valère – Lieu : Studios de Boulogne, 2 Rue de Silly[1]
- 1959 : Les Scélérats, film réalisé par Robert Hossein – Lieu : Studios de Boulogne, 2 Rue de Silly[1]
- 1959 : Le Secret du chevalier d'Éon, film réalisé par Jacqueline Audry – Lieu : Paris Studios Cinéma, quai du Point du Jour[1],[16]
- 1959 : Vous n'avez rien à déclarer ?, film réalisé par Clément Duhour – Lieu : Studios de Boulogne, 2 Rue de Silly[1]

## de 1960 à 1969

### 1960
- 1960 : Le Bal des espions, film réalisé par Michel Clément – Lieu : Studios de Boulogne, 2 Rue de Silly[1]
- 1960 : Le Bois des amants, film réalisé par Claude Autant-Lara – Lieu : Studios de Boulogne, 2 Rue de Silly[1],[3]
- 1960 : Boulevard, film réalisé par Julien Duvivier – Lieu : Studios de Boulogne, 2 Rue de Silly[1],[3]
- 1960 : Le Caïd, film réalisé par Bernard Borderie – Lieu : Studios de Boulogne, 2 Rue de Silly[1]
- 1960 : Les Collants noirs, film de Terence Young  - Lieu : Studios de Boulogne, 2 Rue de Silly[3]
- 1960 : Le Dialogue des carmélites, film réalisé par Philippe Agostini et Raymond Leopold Bruckberger – Lieu : Studios de Boulogne, 2 Rue de Silly[1],[17]
- 1960 : Drame dans un miroir, film américain réalisé par Richard Fleischer - Lieu : Studios de Boulogne, 2 Rue de Silly[1],[3]
- 1960 : Le Gigolo, film réalisé par Jacques Deray – Lieu : Studios de Boulogne, 2 Rue de Silly[1]
- 1960 : Katia, film réalisé par Robert Siodmak – Lieu : Studios de Boulogne, 2 Rue de Silly[1]
- 1960 : Quai du Point du Jour, film réalisé par Jean Faurez – Lieu : Studios de Boulogne, 2 Rue de Silly[1]
- 1960 : Le Saint mène la danse, film réalisé par Jacques Nahum – Lieu : Studios de Boulogne, 2 Rue de Silly[1]
- 1960 : Les Yeux sans visage, film réalisé par Georges Franju – Lieu : Studios de Boulogne, 2 Rue de Silly[1]

### 1961
- 1961 : Tendre et Violente Élisabeth, film réalisé par Didier Decoin – Lieu : Studios de Boulogne, 2 Rue de Silly[1]
- 1961 : L'Affaire Nina B., film réalisé par Robert Siodmak – Lieu : Studios de Boulogne, 2 Rue de Silly[1]
- 1961 : Aimez-vous Brahms ?, film réalisé par Anatole Litvak – Lieu : Studios de Boulogne, 2 Rue de Silly[1],[3]
- 1961 : Les Amours célèbres, film réalisé par Michel Boisrond – Lieu : Studios de Boulogne, 2 Rue de Silly[1]
- 1961 : Les croulants se portent bien, film réalisé par Jean Boyer – Lieu : Studios de Boulogne, 2 Rue de Silly[1]
- 1961 : Fanny, film réalisé par Joshua Logan – Lieu : Studios de Boulogne, 2 Rue de Silly[1]
- 1961 : Les Nouveaux Aristocrates, film réalisé par Francis Rigaud – Lieu : Studios de Boulogne, 2 Rue de Silly[3]
- 1961 : Paris Blues, film réalisé par Martin Ritt – Lieu : Studios de Boulogne, 2 Rue de Silly[1]
- 1961 : Le Puits aux trois vérités, film réalisé par François Villiers – Lieu : Studios de Boulogne, 2 Rue de Silly[1]
- 1961 : Le Sahara brûle, film réalisé par Michel Gast – Lieu : Studios de Boulogne, 2 Rue de Silly[1]
- 1961 : Tout l'or du monde, film réalisé par René Clair – Lieu : Studios de Boulogne, 2 Rue de Silly[1]
- 1961 : Le Triomphe de Michel Strogoff, film réalisé par Viktor Tourjansky – Lieu : Studios de Boulogne, 2 Rue de Silly[1]

### 1962
- 1962 : Les Bonnes Causes, film réalisé par Christian-Jaque – Lieu : Studios de Boulogne, 2 Rue de Silly[1]
- 1962 : Le Diable et les Dix Commandements, film franco-italien à sketches réalisé par Julien Duvivier – Lieu : Studios de Boulogne, 2 Rue de Silly[1],[3]
- 1962 : Les Démons de minuit, film réalisé par Marc Allégret – Lieu : Studios de Boulogne, 2 Rue de Silly[1]
- 1962 : Les dimanches de Ville-d’Avray, film réalisé par Serge Bourguignon – Lieu : Paris Studios Cinéma à Billancourt[1],[3]
- 1962 : Phaedra, film réalisé par Jules Dassin – Lieu : Studios de Boulogne, 2 Rue de Silly[1]
- 1962 : Le Jour le plus long, film américain réalisé par Ken Annakin, Andrew Marton, Bernhard Wicki, Gerd Oswald et Darryl F. Zanuck - Lieu : Fox Boulogne Studio[3] ou (?) Studios de Boulogne, 2 rue de Silly[1]
- 1962 : Les Parisiennes, film réalisé par Marc Allégret – Lieu : Studios de Boulogne, 2 Rue de Silly[1]
- 1962 : Le Procès, film réalisé par Orson Welles – Lieu : Studios de Boulogne, 2 Rue de Silly[1],[3]
- 1962 : Le Repos du guerrier, film réalisé par Roger Vadim – Lieu : Paris Studios Cinéma à Billancourt[3]
- 1962 : Une blonde comme ça, film réalisé par Jean Jabely - Lieu : Studios de Boulogne, 2 rue de Silly[1]

### 1963
- 1963 : À cause, à cause d'une femme, film réalisé par Michel Deville – Lieu : Studios de Boulogne, 2 Rue de Silly[1]
- 1963 : Le Bon Roi Dagobert, film réalisé par Pierre Chevalier – Lieu : Paris Studios Cinéma à Billancourt[18]
- 1963 : Les Bonnes Causes, film franco-italien réalisé par Christian-Jaque – Lieu : Paris Studios Cinéma à Billancourt[1]
- 1963 : Les Bricoleurs, film réalisé par Jean Girault – Lieu : Paris Studios Cinéma, quai du Point du Jour[1]
- 1963 : Charade, film américain de Stanley Donen – Lieu : Studios de Boulogne, 2 Rue de Silly[1],[3]
- 1963 : Cherchez l'idole, film de Michel Boisrond – Lieu : Studios de Boulogne, 2 Rue de Silly[1]
- 1963 : Comment réussir en amour, film de Michel Boisrond – Lieu : Studios de Boulogne, 2 Rue de Silly[1]
- 1963 : Comment trouvez-vous ma sœur ?, film de Michel Boisrond – Lieu : Studios de Boulogne, 2 Rue de Silly[1]
- 1963 : Faites sauter la banque !, film de Jean Girault – Lieu : Studios de Boulogne, 2 Rue de Silly[1]
- 1963 : Germinal, film réalisé par Yves Allégret – Lieu : Studios de Boulogne, 2 Rue de Silly[3]
- 1963 : Landru, film réalisé par Claude Chabrol – Lieu : Studios de Boulogne, 2 Rue de Silly[1],[3]
- 1963 : Maigret voit rouge, film de Gilles Grangier – Lieu : Studios de Boulogne, 2 Rue de Silly[1]
- 1963 : Mathias Sandorf, film de Georges Lampin – Lieu : Studios de Boulogne, 2 Rue de Silly[19]
- 1963 : Symphonie pour un massacre, film de Jacques Deray – Lieu : Studios de Boulogne, 2 Rue de Silly[1]
- 1963 : Un drôle de paroissien, film réalisé par Jean-Pierre Mocky – Lieu : Paris Studios Cinéma à Billancourt[3]
- 1963 : La Vie conjugale : Jean-Marc ou la Vie conjugale, Françoise ou la Vie conjugale, films d'André Cayatte – Lieu : Studios de Boulogne, 2 Rue de Silly[1]
- 1963 : La Cuisine au beurre de Gilles Grangier

### 1964
- 1964 : Angélique, marquise des anges réalisé par Bernard Borderie – Lieu : Studios de Boulogne, 2 Rue de Silly[1],[3]
- 1964 : Banco à Bangkok pour OSS 117 réalisé par André Hunebelle – Lieu : Studios de Boulogne, 2 Rue de Silly[1]
- 1964 : Cent mille dollars au soleil réalisé par Henri Verneuil – Lieu : Studios de Boulogne, 2 Rue de Silly[1]
- 1964 : Deux têtes folles, film américain réalisé par Richard Quine – Lieu : Studios de Boulogne, 2 Rue de Silly[3]
- 1964 : Faites sauter la banque !, film réalisé par Jean Girault  – Lieu : Studios de Boulogne, 2 Rue de Silly[3]
- 1964 : Fantômas, film réalisé par André Hunebelle  – Lieu : Studios de Boulogne, 2 Rue de Silly[3]
- 1964 : Les Gorilles, film réalisé par Jean Girault – Lieu : Studios de Boulogne, 2 Rue de Silly[1],[3]
- 1964 : Les Gros Bras réalisé par Francis Rigaud – Lieu : Studios de Boulogne, 2 Rue de Silly[1]
- 1964 : Jaloux comme un tigre réalisé par Darry Cowl – Lieu : Studios de Boulogne, 2 Rue de Silly[1]
- 1964 : Monsieur réalisé par Jean-Paul Le Chanois – Lieu : Studios de Boulogne, 2 Rue de Silly[1]
- 1964 : Les Pas perdus réalisé par Jacques Robin – Lieu : Studios de Boulogne, 2 Rue de Silly[1]
- 1964 : Topkapi, film réalisé par Jules Dassin – Lieu : Studios de Boulogne, 2 Rue de Silly[1],[3]
- 1964 : Le Train réalisé par John Frankenheimer – Lieu : Studios de Boulogne, 2 Rue de Silly[1]

### 1965
- 1965 : Cent briques et des tuiles, film réalisé par Pierre Grimblat – Lieu : Studios de Boulogne, 2 Rue de Silly[1]
- 1965 : Deux heures à tuer, film réalisé par Yvan Govar – Lieu : Studios de Boulogne, 2 Rue de Silly[1]
- 1965 : Fantômas se déchaîne, film réalisé par André Hunebelle – Lieu : Paris Studios Cinéma à Billancourt[3]
- 1965 : Le Gendarme à New York, film réalisé par Jean Girault – Lieu : Studios de Boulogne, 2 Rue de Silly[1]
- 1965 : Le Gitan, film réalisé par José Giovanni – Lieu : Studios de Boulogne, 2 Rue de Silly[1]
- 1965 : Belphégor ou le Fantôme du Louvre série télévisée de Claude Barma  – Lieu : Studios de Boulogne, 2 Rue de Silly, boulevard Jean-Jaurès, rue de la Tourelle[20]
- 1965 : Lady L, film réalisé par Peter Ustinov – Lieu : Studios de Boulogne, 2 Rue de Silly[1]
- 1965 : Merveilleuse Angélique, film franco-germano-italien réalisé par Bernard Borderie  – Lieu : Studios de Boulogne, 2 Rue de Silly[3]
- 1965 : Quoi de neuf, Pussycat ?, film américain réalisé par Clive Donner – Lieu : Paris Studios Cinéma à Billancourt[3]
- 1965 : La Tête du client, film réalisé par Jacques Poitrenaud – Lieu : Studios de Boulogne, 2 Rue de Silly[1]
- 1965 : Le Tonnerre de Dieu, film réalisé par Denys de la Patellière – Lieu : Studios de Boulogne, 2 Rue de Silly[1]
- 1965 : Trois chambres à Manhattan, film réalisé par Marcel Carné – Lieu : Studios de Boulogne, 2 Rue de Silly[1]

### 1966
- 1966 : L'Âge heureux, film réalisé par Philippe Agostini – Lieu : Studios de Boulogne, 2 Rue de Silly[1]
- 1966 : La Bourse et la Vie , film franco-italo-allemand réalisé par Jean-Pierre Mocky – Lieu : Paris Studios Cinéma à Billancourt[1],[3]
- 1966 : Comment voler un million de dollars, film américain réalisé par William Wyler – Lieu : Studios de Boulogne, 2 Rue de Silly[1],[3]
- 1966 : La Grande Vadrouille de Gérard Oury, film franco-britannique réalisé par Gérard Oury[1],[21]
- 1966 : Soleil noir, film réalisé par Denys de la Patellière – Lieu : Studios de Boulogne, 2 Rue de Silly[1]
- 1966 : Sale temps pour les mouches, film réalisé par Guy Lefranc – Lieu : Rue Darcel et rue Salomon-Reinach[22]

### 1967
- 1967 : Les Grandes Vacances, film de Jean Girault – Lieu : Studios de Boulogne, 2 Rue de Silly[1],[3]
- 1967 : L'Homme qui valait des milliards, film de Michel Boisrond – Lieu : Studios de Boulogne, 2 Rue de Silly[1]
- 1967 : La Nuit des généraux, film franco-britannique réalisé par Anatole Litvak  – Lieu : Studios de Boulogne, 2 Rue de Silly[3]
- 1967 : Oscar, film de Édouard Molinaro – Lieu : Studios de Boulogne, 2 Rue de Silly[1]
- 1967 : Peau d'espion, film de Édouard Molinaro – Lieu : Studios de Boulogne, 2 Rue de Silly[1]
- 1967 : Le Petit Baigneur, film de Robert Dhéry – Lieu : Studios de Boulogne, 2 Rue de Silly[1]
- 1967 : Le Plus Vieux Métier du monde, film de Claude Autant-Lara – Lieu : Studios de Boulogne, 2 Rue de Silly[1]
- 1967 : Sept fois femme, film de Vittorio De Sica – Lieu : Studios de Boulogne, 2 Rue de Silly[1]
- 1967 : Le Soleil des voyous, film de Jean Delannoy – Lieu : Studios de Boulogne, 2 Rue de Silly[1]
- 1967 : La Vingt-cinquième heure, film réalisé par Henri Verneuil  – Lieu : Studios de Boulogne, 2 Rue de Silly[3]

### 1968
- 1968 : Les Cracks, film réalisé par Alex Joffé - Lieu : Studios de Boulogne, 2 Rue de Silly[1],[3]
- 1968 : Mayerling, film réalisé par Terence Young – Lieu : Studios de Boulogne, 2 Rue de Silly[1],[3],[23]
- 1968 : La Prisonnière, film réalisé par Henri-Georges Clouzot - Lieu : Studios de Boulogne, 2 Rue de Silly[1],[3]
- 1968 : La Puce à l'oreille, film réalisé par Jacques Charon - Lieu : Studios de Boulogne, 2 Rue de Silly[1]
- 1968 : Le Sergent, film réalisé par John Flynn - Lieu : Studios de Boulogne, 2 Rue de Silly[1]
- 1968 : Le Tatoué, film franco-italien réalisé par Denys de La Patellière – Lieu : Studios de Boulogne, 2 Rue de Silly[1],[3]
- 1968 : Un soir, un train, film franco-belge d'André Delvaux – Lieu : Paris Studios Cinéma à Billancourt[3]

### 1969
- 1969 : L'Arbre de Noël, film réalisé par Terence Young - Lieu : Studios de Boulogne, 2 Rue de Silly[1],[3]
- 1969 : L'Armée des ombres, film franco-italien réalisé par Jean-Pierre Melville – Lieu : Studios de Boulogne, 2 Rue de Silly[1],[3]
- 1969 : Hibernatus, film franco-italien réalisé par Édouard Molinaro – Lieu : Paris Studios Cinéma à Billancourt[1],[3]
- 1969 : La Main, film de Henri Glaeser – Lieu : Studios de Boulogne, 2 Rue de Silly[1]
- 1969 : Mon oncle Benjamin, réalisé par Édouard Molinaro – Lieu : Paris Studios Cinéma à Billancourt[24]

## de 1970 à 1979

### 1970
- 1970 : Camarades,  film réalisé par Marin Karmitz – Lieu : Usines Renault[3]
- 1970 : Le Cercle rouge, film franco-italien réalisé par Jean-Pierre Melville - Lieu : Studios de Boulogne, 2 Rue de Silly[1],[3],[25]
- 1970 : Cran d'arrêt, film réalisé par Yves Boisset – Lieu : Studios de Boulogne, 2 Rue de Silly[3],[1]
- 1970 : La Dame dans l'auto avec des lunettes et un fusil, film franco-américain réalisé par Anatole Litvak - Lieu : Studios de Boulogne, 2 Rue de Silly[1],[3]
- 1970 : Darling Lili,  film réalisé par Blake Edwards – Lieu : Usines Renault[3]
- 1970 : Elle boit pas, elle fume pas, elle drague pas, mais... elle cause !, film réalisé par Michel Audiard – Lieu : Studios de Boulogne, 2 Rue de Silly[1]
- 1970 : Le Distrait, film réalisé par Pierre Richard – Lieu : Paris Studios Cinéma à Billancourt[3]
- 1970 : Hello, Goodbye réalisé par Jean Negulesco – Lieu : Studios de Boulogne, 2 Rue de Silly[1]
- 1970 : L'Homme orchestre, film franco-italien réalisé par Serge Korber – Lieu : Paris Studios Cinéma à Billancourt[3]
- 1970 : Mourir d'aimer réalisé par André Cayatte – Lieu : Studios de Boulogne, 2 Rue de Silly[1]
- 1970 : Le Passager de la pluie, film réalisé par René Clément – Lieu : Paris Studios Cinéma à Billancourt[3]
- 1970 : La Peau de Torpedo réalisé par Jean Delannoy – Lieu : Studios de Boulogne, 2 Rue de Silly[1]
- 1970 : Las Vegas, un couple réalisé par George Stevens – Lieu : Studios de Boulogne, 2 Rue de Silly[1]

### 1971
- 1971 : Arsène Lupin : L'agence Barnett - Lieu : Boulogne-Billancourt[3]
- 1971 : Arsène Lupin contre Herlock Sholmes - Lieu :Boulogne-Billancourt[3]
- 1971 : Les Assassins de l'ordre, film réalisé par Marcel Carné – Lieu : Studios de Boulogne, 2 Rue de Silly[1]
- 1971 : Le Chat, film réalisé par Pierre Granier-Deferre – Lieu : Studios de Boulogne, 2 Rue de Silly[1]
- 1971 : Doucement les basses, film réalisé par Jacques Deray – Lieu : Studios de Boulogne, 2 Rue de Silly[1],[3]
- 1971 : Le drapeau noir flotte sur la marmite, film réalisé par Michel Audiard – Lieu : Studios de Boulogne, 2 Rue de Silly[1]
- 1971 : Le Toubib, film réalisé par Pierre Granier-Deferre – Lieu : Studios de Boulogne, 2 Rue de Silly[1]
- 1971 : La Grande Maffia, film réalisé par Philippe Clair – Lieu : Studios de Boulogne, 2 Rue de Silly[1]
- 1971 : Max et les Ferrailleurs, film réalisé par Claude Sautet – Lieu : Studios de Boulogne, 2 Rue de Silly[1]
- 1971 : La Promesse de l'aube, film réalisé par Jules Dassin – Lieu : Studios de Boulogne, 2 Rue de Silly[1]
- 1971 : Sur un arbre perché, film réalisé par Serge Korber – Lieu : Studios de Boulogne, 2 Rue de Silly[1]

### 1972
- 1972 : César et Rosalie réalisé par Claude Sautet - Lieu : Studios de Boulogne, 2 Rue de Silly[1]
- 1972 : La Course du lièvre à travers les champs, film franco-italien réalisé par René Clément – Lieu : Paris Studios Cinéma à Billancourt[3]
- 1972 : Un flic, film réalisé par Jean-Pierre Melville – Lieu : Studios de Boulogne, Avenue Jean-Baptiste Clément[3]
- 1972 : Le Moine réalisé par Ado Kyrou - Lieu : Studios de Boulogne, 2 Rue de Silly[1]
- 1972 : Tout le monde il est beau, tout le monde il est gentil, film réalisé par Jean Yanne - Lieu : Studios de Boulogne, 2 Rue de Silly[3]
- 1972 : Le Viager, film réalisé par Pierre Tchernia - Lieu : Studios de Boulogne, 2 Rue de Silly[1],[3]
- 1972 : La Vieille Fille, film réalisé par Jean-Pierre Blanc - Lieu : Studios de Boulogne, 2 Rue de Silly[1]

### 1973
- 1973 : Chacal, film réalisé par Fred Zinnemann  – Lieu : Studios de Boulogne, 2 Rue de Silly[3]
- 1973 : Deux hommes dans la ville, film réalisé par José Giovanni  – Lieu : Studios de Boulogne, 2 Rue de Silly[3]
- 1973 : Le Fils, film réalisé par Pierre Granier-Deferre  – Lieu : Studios de Boulogne, 2 Rue de Silly[3]
- 1973 : Il n'y a pas de fumée sans feu, film réalisé par André Cayatte  – Lieu : Studios de Boulogne, 2 Rue de Silly[1]
- 1973 : Lucien Leuwen, film réalisé par Claude Autant-Lara  – Lieu : Studios de Boulogne, 2 Rue de Silly[1]
- 1973 : Salut l'artiste , film réalisé ar Yves Robert – Lieu : Paris Studios Cinéma à Billancourt[3]
- 1973 : Le Serpent, film réalisé par Henri Verneuil – Lieu : Paris Studios Cinéma à Billancourt[3]
- 1973 : Le Train, film réalisé par Pierre Granier-Deferre  – Lieu : Studios de Boulogne, 2 Rue de Silly[3]

### 1974
- 1974 : Borsalino & Co, film franco-italo-allemand réalisé par Jacques Deray – Lieu : Studios de Boulogne, 2 Rue de Silly[1]
- 1974 : Les Gaspards, film réalisé par Pierre Tchernia – Lieu : Studios de Boulogne, 2 Rue de Silly[1],[3]
- 1974 : La Moutarde me monte au nez, film réalisé par Claude Zidi – Lieu : Studios de Boulogne, 2 Rue de Silly[1],[3]
- 1974 : La Race des seigneurs, film réalisé par Pierre Granier-Deferre – Lieu : Studios de Boulogne, 2 Rue de Silly[1]
- 1974 : Le Seuil du vide, film réalisé par Jean-François Davy – Lieu : Studios de Boulogne, 2 Rue de Silly[3]
- 1974 : Vos gueules, les mouettes !, film réalisé par Robert Dhéry – Lieu : Paris Studios Cinéma à Billancourt[3]
- 1974 : Le Trio infernal, film réalisé par Francis Girod – Lieu : Studios de Boulogne, 2 Rue de Silly[3]
- 1974 : Verdict, film réalisé par André Cayatte – Lieu : Studios de Boulogne, 2 Rue de Silly[3]

### 1975
- 1975 : La Cage, film réalisé par Pierre Granier-Deferre – Lieu : Studios de Boulogne, 2 Rue de Silly[1]
- 1975 : Flic Story, film réalisé par Jacques Deray – Lieu : Studios de Boulogne, 2 Rue de Silly[1]
- 1975 : French Connection 2, film réalisé par John Frankenheimer – Lieu : Studios de Boulogne, 2 Rue de Silly[1]
- 1975 : Peur sur la ville, film réalisé par Henri Verneuil – Lieu : Studios de Boulogne, 2 Rue de Silly[1]
- 1975 : Le Sauvage, film réalisé par Jean-Paul Rappeneau – Lieu : Studios de Boulogne, 2 Rue de Silly[1]
- 1975 : India Song, film réalisé par Marguerite Duras – Lieu : Château Rothschild

### 1976
- 1976 : L'aile ou la cuisse, film réalisé par Claude Zidi – Lieu : Studios de Boulogne, 2 Rue de Silly[3]
- 1976 : Le Comte de Monte-Cristo, film réalisé par Claude Zidi – Lieu : Studios de Boulogne, 2 Rue de Silly[1],[3]
- 1976 : Le Corps de mon ennemi, film réalisé par Henri Verneuil – Lieu : Studios de Boulogne, 2 Rue de Silly[1],[3]
- 1976 : Folies bourgeoises, film réalisé par Claude Chabrol – Lieu : Studios de Boulogne, 2 Rue de Silly[1]
- 1976 : Monsieur Klein, film réalisé par Joseph Losey – Lieu : Studios de Boulogne, 2 Rue de Silly[1]
- 1976 : Spermula, film réalisé par Charles Matton – Lieu : Studios de Boulogne, 2 Rue de Silly[1]

### 1977
- 1977 : Bobby Deerfield, film américain réalisé par Sydney Pollack – Lieu : Paris Studios Cinéma à Billancourt[26]
- 1977 : Le Gang, film réalisé par Jacques Deray – Lieu : Studios de Boulogne, 2 Rue de Silly[1]
- 1977 : Good-bye, Emmanuelle, film réalisé par François Leterrier – Lieu : Studios de Boulogne, 2 Rue de Silly[1]
- 1977 : L'Homme pressé, film réalisé par Édouard Molinaro – Lieu : Studios de Boulogne, 2 Rue de Silly[1]
- 1977 : Julia, film américain réalisé par Fred Zinnemann – Lieu : Studios de Boulogne, 2 Rue de Silly[1],[3],[27]
- 1977 : Le Point de mire de Jean-Claude Tramont – Lieu : Studios de Boulogne, 2 Rue de Silly[1]
- 1977 : Pourquoi pas !, film réalisé par Coline Serreau – Lieu : Studios de Boulogne, 2 Rue de Silly[3]
- 1977 : La Vie devant soi, film réalisé par Moshé Mizrahi – Lieu : Studios de Boulogne, 2 Rue de Silly[3]

### 1978
- 1978 : La Carapate, film réalisé par Gérard Oury – Lieu : Studios de Boulogne, 2 rue de Silly[1]
- 1978 : Fedora, film réalisé par Billy Wilder – Lieu : Studios de Boulogne, 2 rue de Silly[1]
- 1978 : Je suis timide mais je me soigne, film réalisé par Pierre Richard – Lieu : Studios de Boulogne, 2 rue de Silly[1]
- 1978 : Le Pion, film réalisé par Christian Gion – Lieu :
- 1978 : La Zizanie, film réalisé par Claude Zidi – Lieu : Studios de Boulogne, 2 rue de Silly[1]

### 1979
- 1979 : Je vous ferai aimer la vie, film réalisé par Serge Korber – Lieux : Paris Studios Cinéma à Billancourt, Hôpital Ambroise Paré - 9 Avenue Charles de Gaulle, Boulogne-Billancourt [1],[3]
- 1979 : Moonraker, film franco-britannique réalisé par Lewis Gilbert – Lieu : Studios de Boulogne, 2 Rue de Silly[1],[3]
- 1979 : L'Avare, film de Jean Girault et Louis de Funès - Lieu : Paris Studios Cinéma à Billancourt.

## de 1980 à 1989

### 1980
- 1980 : La Boum, film réalisé par Claude Pinoteau - Lieu : Paris Studios Cinéma à Billancourt[1],[3]
- 1980 : Le Dernier Métro, film réalisé par François Truffaut– Lieu : Paris Studios Cinéma à Billancourt[1],[3]
- 1980 : Le Complot diabolique du docteur Fu Manchu, film réalisé par Piers Haggard et Richard Quine - Lieu : Studios de Boulogne, 2 rue de Silly[1]
- 1980 : Trois Hommes à abattre, film réalisé par Jacques Deray - Lieu : Studios de Boulogne, 2 rue de Silly[1]

### 1981
- 1981 : Beau-père, film réalisé par Bertrand Blier – Lieu : Boulogne-Billancourt[1]
- 1981 : Chanel solitaire, film réalisé par George Kaczender, scénario issu du livre éponyme de Claude Delay – Lieu : Studios de Boulogne, 2 Rue de Silly[1],[3]
- 1981 : Pour la peau d'un flic, film réalisé par Alain Delon – Lieu : Boulogne-Billancourt[1]
- 1981 : Le Professionnel, film réalisé par Georges Lautner – Lieu : dans les immeubles au début de l'avenue Pierre Grenier, à Boulogne-Billancourt[1]
- 1981 : Le Toubib, film réalisé par Pierre Granier-Deferre – Lieu : Studios de Boulogne, 2 Rue de Silly[1]
- 1981 : Viens chez moi, j'habite chez une copine, film réalisé par Patrice Leconte – Lieu : Paris Studios Cinéma, quai du Point du Jour[1]

### 1982
- 1982 : Le Bourgeois gentilhomme, film réalisé par Roger Coggio – Lieu : Studios de Boulogne, 2 Rue de Silly[1],[3]
- 1982 : Le Choc, film réalisé par Robin Davis – Lieu : Studios de Boulogne, 2 Rue de Silly[1],[3]
- 1982 : Le Gendarme et les Gendarmettes, film réalisé par Jean Girault – Lieu : Studios de Boulogne, 2 Rue de Silly[1]
- 1982 : L'Indiscrétion, film réalisé par Pierre Lary – Lieu : Studios de Boulogne, 2 Rue de Silly[1]
- 1982 : Pour 100 briques t'as plus rien..., film réalisé par Édouard Molinaro – Lieu : Studios de Boulogne, 2 Rue de Silly[1]
- 1982 : Une chambre en ville, film réalisé par Jacques Demy – Lieu : Studios de Boulogne, 2 Rue de Silly[1],[28]

### 1983
- 1983 : Abel Gance et son Napoléon , documentaire réalisé par Nelly Kaplan – Lieu : Billancourt[3]
- 1983 : Le Battant, film réalisé par Robin Davis – Lieu : Studios de Boulogne : 2 rue de Silly[1]
- 1983 : Le Jeune marié, film réalisé par Bernard Stora – Lieu : Studios de Boulogne : 2 rue de Silly[1]
- 1983 : Signes extérieurs de richesse, film réalisé par Jacques Monnet – Lieu : Studios de Boulogne : 2 rue de Silly[1]
- 1983 : Vive la sociale !, film réalisé par Gérard Mordillat – Lieu : Studios de Boulogne : 2 rue de Silly[1]

### 1984
- 1984 : Une Américaine à Paris, film réalisé par Rick Rosenthal – Lieu : Studios de Boulogne, 2 Rue de Silly[1]
- 1984 : Le téléphone sonne toujours deux fois, film réalisé par Jean-Pierre Vergne – Lieu : Studios de Boulogne, 2 Rue de Silly[1]
- 1984 : Gwendoline, film réalisé par Just Jaeckin – Lieu : Paris Studios Cinéma, 50 Quai du Point du Jour[3],
- 1984 : Notre histoire, film réalisé par Bertrand Blier – Lieu : Studios de Boulogne, 2 Rue de Silly[1]
- 1984 : Les parents ne sont pas simples cette année, film réalisé par Marcel Jullian – Lieu : Studios de Boulogne, 2 Rue de Silly[1]
- 1984 : Pinot simple flic, film réalisé par Gérard Jugnot – Lieu : Studios de Boulogne, 2 Rue de Silly[1]
- 1984 : P'tit con , film réalisé par Gérard Lauzier – Lieu : Paris Studios Cinéma à Billancourt[3]
- 1984 : Réveillon chez Bob, film réalisé par Denys Granier-Deferre – Lieu : Studios de Boulogne, 2 Rue de Silly[1]
- 1984 : Les Spécialistes, film réalisé par Patrice Leconte – Lieu : Studios de Boulogne, 2 Rue de Silly[1]
- 1984 : La Tête dans le sac, film réalisé par Gérard Lauzier – Lieu : Studios de Boulogne, 2 Rue de Silly[1]
- 1984 : Un amour de Swann, film réalisé par Volker Schlondorff – Lieu : Studios de Boulogne, 2 Rue de Silly[1]

### 1985
- 1985 : Nom de code, émeraude, film réalisé par Jonathan Sanger – Lieu : Studios de Boulogne, 2 Rue de Silly[1],[3]
- 1985 : On ne meurt que deux fois, film réalisé par Jacques Deray – Lieu : Studios de Boulogne, 2 Rue de Silly[3]
- 1985 : P.R.O.F.S, film réalisé par Patrick Schulmann – Lieu : Boulogne-Billancourt[1]
- 1985 : Scout toujours..., film réalisé par Gérard Jugnot – Lieu : Studios de Boulogne, 2 Rue de Silly[3]
- 1985 : Target, film réalisé par Arthur Penn – Lieu : Studios de Boulogne, 2 Rue de Silly[3]

### 1986
- 1986 : Descente aux enfers, film réalisé par Francis Girod – Lieu : Paris Studios Cinéma à Billancourt[3]
- 1986 : Les Frères Pétard, film réalisé par Hervé Palud – Lieu : Studios de Boulogne, 2 Rue de Silly[1]
- 1986 : L'Intruse, film réalisé par Bruno Gantillon – Lieu : Studios de Boulogne, 2 Rue de Silly[1]
- 1986 : Max mon amour, film japonais réalisé par Nagisa Oshima – Lieu : Paris Studios Cinéma à Billancourt[3]
- 1986 : Mélo, film réalisé par Alain Resnais – Lieu : Studios de Boulogne, 2 Rue de Silly[1],[3]
- 1986 : Un homme et une femme : Vingt ans déjà, film réalisé par Claude Lelouch  – Lieu : Paris Studios Cinéma à Billancourt[3]
- 1986 : Charlotte for Ever, film réalisé par Serge Gainsbourg  – Lieu : Paris Studios Cinéma à Billancourt[3]

### 1987
- 1987 : Sale Destin , film réalisé par Sylvain Madigan – Lieu : Paris Studios Cinéma à Billancourt[3]
- 1987 : Le Solitaire, film réalisé par Jacques Deray – Lieu : Studios de Boulogne, 2 rue de Silly[1],[29]

### 1988
- 1988 : Bonjour l'angoisse, film réalisé par Pierre Tchernia – Lieu : Studios de Boulogne, 2 Rue de Silly[1]
- 1988 : Frantic, film franco-américain réalisé par Roman Polanski – Lieu : Studios de Boulogne, 2 Rue de Silly[3]
- 1988 : L'Insoutenable Légèreté de l'être, film réalisé par Philip Kaufman – Lieu : Studios de Boulogne, 2 Rue de Silly[1],[3]
- 1988 : Palace, série télévisée réalisée par Jean-Michel Ribes – Lieu : Studios de Boulogne, 2 Rue de Silly[1]

### 1989
- 1989 : Monsieur Hire, film réalisé par Patrice Leconte – Lieu : Studios de Boulogne, 2 Rue de Silly[1]

## de 1990 à 1999

### 1990
- 1990 : Dancing Machine, film réalisé par Gilles Behat – Lieu : Studios de Boulogne, 2 Rue de Silly[1]

### 1991
- 1991 : La Gamine, film réalisé par Hervé Palud – Lieu : Studios de Boulogne, 2 Rue de Silly[1]
- 1991 : Ma vie est un enfer, film réalisé par Josiane Balasko – Lieu : Studios de Boulogne, 2 Rue de Silly[1]
- 1991 : La Neige et le Feu, film réalisé par Claude Pinoteau – Lieu : Studios de Boulogne, 2 Rue de Silly[1],[30]
- 1991 : On peut toujours rêver, film réalisé par Pierre Richard – Lieu : Studios de Boulogne, 2 Rue de Silly[1]

### 1992
- 1992 : Indochine, film réalisé par Régis Wargnier – Lieu : Studios de Boulogne2 rue de Silly[3]
- 1992 : Lunes de fiel, film franco-américain réalisé par Roman Polanski – Lieu : Paris Studios Cinéma à Billancourt[3]

### 1993
- 1993 : La Cavale des fous, film réalisé par Marco Pico – Lieu : Studios de Boulogne, 2 Rue de Silly[1]
- 1993 : Fanfan, film réalisé par Alexandre Jardin – Lieu : Studios de Boulogne, 2 Rue de Silly[1]
- 1993 : Justinien Trouvé ou le Bâtard de Dieu, film réalisé par Christian Fechner – Lieu : Studios de Boulogne, 2 Rue de Silly[1]
- 1993 : Tango, film réalisé par Patrice Leconte – Lieu : Studios de Boulogne, 2 Rue de Silly[1]
- 1993 : Le Tronc, film réalisé par Bernard Faroux et Karl Zéro – Lieu : Studios de Boulogne, 2 Rue de Silly[1]

### 1994
- 1994 : La Jeune Fille et la Mort, film américain réalisé par Roman Polanski – Lieu : Paris Studios Cinéma à Billancourt[1],[3]
- 1994 : Le Parfum d'Yvonne, film réalisé par Patrice Leconte – Lieu : Studios de Boulogne, 2 rue de Silly[1]

### 1995
- 1995 : French Kiss, film américain réalisé par Lawrence Kasdan – Lieu : Paris Studios Cinéma à Billancourt[3] ou (?) Studios de Boulogne, 2 Rue de Silly[1]

### 1996
- 1996 : Passage à l'acte, film réalisé par Francis Girod – Lieu : Studios de Boulogne, 2 Rue de Silly[1]
- 1996 : Pédale douce, film réalisé par Gabriel Aghion – Lieu : Studios de Boulogne, 2 Rue de Silly[1]
- 1996 : Ridicule, film réalisé par Patrice Leconte – Lieu : Studios de Boulogne, 2 Rue de Silly[1]

### 1997
- 1997 : Les Palmes de monsieur Schutz, film français de Claude Pinoteau – Lieu : Studios de Boulogne, 2 rue de Silly[1]

### 1998
- 1998 : Les Bruits de la ville, film réalisé par Sophie Comtet – Lieu : Boulogne-Billancourt[3]
- 1998 : Ronin, film réalisé par John Frankenheimer – Lieu : Restaurant "La Piscine", 158 rue du Vieux Pont de Sèvres à Boulogne-Billancourt[1]

### 1999
- 1999 : Les Enfants du siècle[3], film réalisé par Diane Kurys - Lieu : Studios de Boulogne, 2 Rue de Silly[1],[3]

## depuis 2000

### 2000
- 2000 : Six-Pack[3], film réalisé par Alain Berbérian - Lieu : Boulogne-Billancourt[1],[3]

### 2002
- 2002 : H (Saison 4) série télévisée - Lieu : Studios de Boulogne[31]

### 2003
- 2003 : Tais-toi !, film réalisé par Francis Veber - Lieu : Centre-ville[1]

### 2005
- 2005 : Saint-Jacques… La Mecque, film réalisé par Coline Serreau - Lieu : Boulogne-Billancourt[1],[3]
- 2005 : Une vie pleine d’adieux, film réalisé par Christophe Régin – Lieu : Boulogne-Billancourt [3]
- 2005 :  Le Courage d'aimer de Claude Lelouch  – Lieu : Hôpital Ambroise Paré, avenue Charles-de-Gaulle

### 2006
- 2006 : La Doublure, film réalisé par Francis Veber - Lieu : Boulogne-Billancourt[3]
- 2006 : Fauteuils d'orchestre, film réalisé par Danièle Thompson  - Lieu : Boulogne-Billancourt[1],[3]

### 2007
- 2007 : Ceux qui restent, film réalisé par Anne Le Ny - Lieu : Hôpital Ambroise-Paré, 9 Avenue Charles de Gaulle[1],[3]

### 2008
- 2007 : L'Empreinte de l'ange, film réalisé par Safy Nebbou - Lieu : Patinoire, 1 rue Victor Griffuelhes[1]

### 2009
- 2009 : Micmacs à tire-larigot, film réalisé par Jean-Pierre Jeunet - Lieu : Patinoire, 1 rue Victor Griffuelhes, Studios de la SFP[1]

### 2012
- 2012 : Astérix et Obélix : Au service de Sa Majesté, film réalisé par Laurent Tirard  - Lieu : Studios de Boulogne-Billancourt[32]